# Lázaro Cárdenas (Apan)
Lázaro Cárdenas es una localidad de México perteneciente al municipio de Apan en el estado de Hidalgo.

## Geografía
A la localidad le corresponden las coordenadas geográficas 19° 38’ 23.364” de latitud norte y 98° 28’ 15.987” de longitud oeste, con una altitud de 2528 m s. n. m. Se encuentra a una distancia aproximada de 11.87 kilómetros al suroeste de la cabecera municipal, Apan.
En cuanto a fisiografía se encuentra dentro de la provincia del Eje Neovolcánico dentro de la subprovincia de Lagos y Volcanes de Anáhuac; su terreno es de llanura. En lo que respecta a la hidrología se encuentra posicionado en la región Panuco, dentro de la cuenca del río Moctezuma, en la subcuenca de la laguna de Tochac y Tecocomulco. Cuenta con un clima templado subhúmedo con lluvias en verano, de humedad media.

## Demografía
En 2020 registró una población de 2957 personas, lo que corresponde al 6.33 % de la población municipal. De los cuales 1490 son hombres y 1467 son mujeres. Tiene 791 viviendas particulares habitadas.
| Gráfica de evolución demográfica de Lázaro Cárdenas entre 1900 y 2020                        |
|                                                                                              |
| Población de los censos y conteos del Instituto Nacional de Estadística y Geografía (INEGI). |

## Economía
La localidad tiene un grado de marginación medio y un grado de rezago social muy bajo.